# Ambientní hudba
Ambientní hudba, též pouze ambient (z latiny pocházející výraz, znamenající prostředí, okolí) je hudební styl a forma vycházející z předpokladu, že všechny zvuky, které nás obklopují, mohou být za jistých okolností hudbou. Druhým pólem a součástí předpokladu je skutečnost, že stejně tak primárně hudební zvuk či skladba může být prostředím, tedy zvukovým prostorem, který utváří naši pocitovou orientaci. Obě polarity se prolínají a pojetí hudební tvorby tohoto typu v sobě proto může zahrnovat jak sofistikovanou muzikalizaci primárně nehudebních prvků (hluků, šumů, atd.), tak demuzikalizaci prvků, primárně hudebních, stejně jako prostou reprodukci slyšeného nebo kombinaci obojího.

## Charakteristika
Způsob práce je druhotný, základním posláním je vytvořit akustické prostředí či zvukovou krajinu určitého charakteru a navodit tím atmosféru či vjem, který posluchač zpracuje jako jistou náladu, pocit, atd. Ačkoli může být též skládána i s praktickou účelností coby prostředek k vytvoření psychického komfortu posluchače, není to naprosto jejím základním účelem. Vzhledem k široké škále prostředků má ambientní hudba mnoho vlastních odnoží. V zásadě vyžaduje posluchače soustředěného, schopného stát se její součástí, mnohdy by jinak (avšak zdaleka nikoli vždy) mohla být považována za pouhou kulisu. Ambientní hudba též využívá možnosti vstřebávat prvky celé řady jiných hudebních směrů či stylů (elektronická hudba, současná klasická hudba, rock, jazz, ad.), což je již otázkou vkusu a přesvědčení tvůrce o autenticitě sdělení. Stejně tak ovšem (viz níže) přejímají prvky ambientu nejrůznější hudební styly a žánry.

## Historie
Za zakladatele ambientní hudby je považován francouzský skladatel Erik Satie (1866-1925).
Experimentoval s hudbou, které říkal furniture musique, čímž mínil zvuky pozadí či prostředí. Skládal ji tak, aby byla poslouchána např. z různých úhlů, proto vzájemně velmi podobné skladby dělil do jednotlivých částí podle prostorového hlediska („Furniture musique 1-3“). Jeho experimenty byly natolik nestravitelné pro tehdejší i bezprostředně následující dobu, že byl objeven až v 50. letech a stal se inspirátorem širokého okruhu moderní hudby ambientního typu.
Ještě předtím lze prvky ambientní hudby nalézt u Edgarda Varèseho (skladba „Ecuatorial“ z roku 1934) či Karlheinze Stockhausena. Představitelem základů ryze ambientní hudby současnosti je Brian Eno, jehož cyklus nahrávek tohoto typu odstartoval deskou „Music For Airports“ (1978), jejímž cílem bylo navodit klid pasažérů před letem. V poznámkách k tomuto albu napsal: "ambientní hudba musí být schopna přizpůsobit se na mnoha úrovních sluchových vjemů posluchači bez použití jakéhokoliv nátlaku – musí být stejně tak ignorovatelná jako zajímavá“. (Toto tvrzení ovšem již dávno neplatí, v současnosti je mnoho druhů ambientní hudby, kterou lze považovat za velmi agresivní nátlak.)[zdroj?]
Ambientem se zabývali a jeho prvky lze najít v dílech skladatelů Johna Cage či minimalistů (Steve Reich, Philip Glass, ad.). Ambientní prvky do rockové hudby přinesli v šedesátých letech Pink Floyd ve svých „kosmických“ experimentech na svých objevných albech Saucerful Of Secrets či Meddle (skladby Interstellar Overdrive, Echoes ad.) a v tradici významné úlohy těchto zvuků ve svých skladbách pokračovali i v dalších období své tvorby.
V jazzové hudbě je uplatnil Miles Davis poprvé na albu „In A Silent Way“ (1969). V Itálii se ambientní hudbou zabývá hudební skladatel Jean Ven Robert Hal, v Řecku například Vangelis.

## Současná ambientní hudba
Od konce 70. let minulého století pronikl ambient pevně do struktur avantgardní hudby včetně současné klasické hudby a stal se substrátem pro vznik nejrůznějších subžánrů, z nichž nejrozšířenější jsou
- dark ambient, pro který je typický temný a disonantní charakter hudby a z něhož vychází množství odnoží se stejnou bazální charakteristikou, jakými jsou
  - ambient industrial, využívající potenciál industriálních zvuků,
  - ambient noise, jehož základem jsou hluky a šumy nejrůznějšího původu,
  - musique concrète (konkrétní hudba), vytvářená autentickými, dokumentaristickými zvukovými záznamy,
  - black ambient, který zahrnuje konotace mezi black metalem, noisem a ambientem. Svůj název dostal právě podle obliby black-metalových kapel vytvářet vedlejší produkty tohoto typu.
- organický ambient, kombinující elektronické a akustické prvky
- psybient neboli psychedelický ambient je fúze ambientní hudby a psytrance.
- ambientní hudba inspirovaná přírodou, tzv. nature-inspired ambient

Méně známým typem je např. tzv. izolacionistický ambient, který je velmi příbuzný ambientu industriálnímu, prolíná se však s prvky techna. Existuje dokonce též tzv. ambient politický, který však neoznačuje hudební subžánr jako takový, ale jeho ideovou náplň.
V současné době funguje ambientní hudba v mnoha podobách a aplikacích jako velmi rozvinutý a rozšířený fenomén a kromě množství skladatelů a souborů, které se jí zabývají, jsou její prvky již dávno i běžnou součástí nejrůznějších forem popu.